# Richard Frank
Richard Frank (4 de enero de 1953, Boston, Massachusetts - 27 de agosto de 1995, Los Ángeles, California) fue un actor estadounidense.
Quizá el papel más memorable de Richard Frank fue su interpretación como el padre Vogler en la película Amadeus, dirigida por Miloš Forman en 1984. Tuvo, sin embargo, muchas otras apariciones estelares en los programas de espectáculos de televisión en los Estados Unidos, y en particular un papel constante en la serie de televisión de Jamie Lee Curtis Anything But Love, una sitcom muy popular de 1989. Se graduó en la escuela de actuación Juilliard. Por otra parte, apareció en numerosas producciones teatrales, entre ellas Hang on to Me, en el Teatro Guthrie, donde fue dirigido por Peter Sellars, y también en muchas producciones en Los Ángeles, sobre todo en el Taper. Fue autor del Struggling Actor's Coloring Book y de docenas de cuadros pictóricos, que hoy en día forman parte de colecciones privadas. Su inteligencia y su ingenio interminable fueron alabados por muchos de sus colegas.
Frank falleció en Los Ángeles, California, debido a complicaciones relacionadas con el sida.